# Bara (Timiș)
Bara (in ungherese Barafalva) è un comune della Romania di 270 abitanti, ubicato nel distretto di Timiș, nella regione storica del Banato. 
Il comune è formato dall'unione di 5 villaggi: Bara, Dobrești, Lăpușnic, Rădmănești, Spata.